# Llista de monuments de Tivissa
Llista de monuments d'Ascó inclosos en l'Inventari del Patrimoni Arquitectònic de Catalunya per al municipi de Tivissa (Ribera d'Ebre). Inclou els inscrits en el Registre de Béns Culturals d'Interès Nacional (BCIN) catalogats com a monuments històrics, els béns culturals d'interès local (BCIL) de caràcter immoble i la resta de béns arquitectònics integrants del patrimoni cultural català.
| Monument                                               | Protecció       | Estil/època                                                    | Localització                                     | Coordenades                                          | Codi?         | Imatge |
| ------------------------------------------------------ | --------------- | -------------------------------------------------------------- | ------------------------------------------------ | ---------------------------------------------------- | ------------- | --- |
| El Castellet de Banyoles                               | BCIN 1443-MH    | Medieval                                                       | Tivissa A 6 km al nord-oest del nucli de Tivissa | 41° 03′ 39″ N, 0° 39′ 53″ E / 41.060793°N,0.664805°E | RI-51-0006741 | El Castellet de Banyoles (Tivissa) · Vegeu més fotos d'aquest monument · Carregueu una nova foto d'aquest monument                      |
| Castell de Sant Blai                                   | BCIN 1626-MH    | Medieval                                                       | Tivissa Coll del Ventall                         | 41° 02′ 03″ N, 0° 43′ 23″ E / 41.034042°N,0.722997°E | RI-51-0006739 | Castell de Sant Blai (Tivissa) · Vegeu més fotos d'aquest monument · Carregueu una nova foto d'aquest monument                          |
| Murs i portals de Tivissa                              | BCIN 1627-MH    | XIV-XV, XVII                                                   | Tivissa C. del Pla i c. Portal de l'Era          | 41° 02′ 29″ N, 0° 43′ 58″ E / 41.041331°N,0.732840°E | RI-51-0006740 | Murs i portals de Tivissa · Vegeu més fotos d'aquest monument · Carregueu una nova foto d'aquest monument                               |
| Torre del Mas d'Aumet o Torre del Mas de l'Omet        | BCIN 4010-MH    | XVI-XVII                                                       | Tivissa A 6 km al sud-est del nucli de Tivissa   | 40° 59′ 28″ N, 0° 46′ 01″ E / 40.991227°N,0.766980°E | IPA-37033     | Carregueu una nova foto d'aquest monument                                                                                               |
| Torre de la masia de Frauques                          | BCIN 4011-MH    | XVI-XVII                                                       | Tivissa Partida de Frauques                      | 40° 56′ 17″ N, 0° 45′ 03″ E / 40.938066°N,0.750800°E | IPA-37034     | Carregueu una nova foto d'aquest monument                                                                                               |
| Torre del Mas d'en Sedó                                | BCIN 4012-MH    | XVI-XVII                                                       | Tivissa A 6 km al sud-est del nucli de Tivissa   | 41° 00′ 05″ N, 0° 46′ 00″ E / 41.001512°N,0.766772°E | IPA-37036     | Carregueu una nova foto d'aquest monument                                                                                               |
| Església parroquial de Sant Jaume                      | BCIN 4293-MH-EN | Gòtic, renaixement, barroc, eclecticisme XIII-XVII, XVIII, XIX | Tivissa Pl. de la Baranova                       | 41° 02′ 37″ N, 0° 43′ 56″ E / 41.043535°N,0.732174°E | IPA-11590     | Església parroquial de Sant Jaume (Tivissa) · Vegeu més fotos d'aquest monument · Carregueu una nova foto d'aquest monument             |
| Conjunt històric de Tivissa o Tibisi, Etobisam         |                 | Renaixement, obra popular Medieval, XVI, XIX                   | Tivissa Al centre de la població                 | 41° 02′ 33″ N, 0° 43′ 58″ E / 41.042549°N,0.732880°E | IPA-11589     | Conjunt històric de Tivissa · Carregueu una nova foto d'aquest monument                                                                 |
| La Baranova                                            |                 | Obra popular XX                                                | Tivissa Pl. de la Baranova                       | 41° 02′ 37″ N, 0° 43′ 54″ E / 41.043488°N,0.731646°E | IPA-11597     | La Baranova (Tivissa) · Vegeu més fotos d'aquest monument · Carregueu una nova foto d'aquest monument                                   |
| Ca l'Hostal                                            | BCIL 1982       | Renaixement XVI                                                | Tivissa C. del Mercat, 4                         | 41° 02′ 31″ N, 0° 43′ 59″ E / 41.041977°N,0.733131°E | IPA-11598     | Ca l'Hostal (Tivissa) · Vegeu més fotos d'aquest monument · Carregueu una nova foto d'aquest monument                                   |
| Ca l'Eloi, Ca Jardí, Ca Magrinyà                       | BCIL 1982       | Obra popular XVI                                               | Tivissa C. d'Avall, 3                            | 41° 02′ 32″ N, 0° 44′ 00″ E / 41.042284°N,0.733394°E | IPA-11599     | Ca l'Eloi (Tivissa) · Vegeu més fotos d'aquest monument · Carregueu una nova foto d'aquest monument                                     |
| Carnisseria                                            |                 | Obra popular XVIII Final                                       | Tivissa C. del Mercat, 6                         | 41° 02′ 31″ N, 0° 44′ 00″ E / 41.041840°N,0.733279°E | IPA-11600     | Carnisseria (Tivissa) · Vegeu més fotos d'aquest monument · Carregueu una nova foto d'aquest monument                                   |
| Rentador de la Font de la Séquia-el-Camí               |                 | Obra popular XIX                                               | Tivissa carrer Foig - avinguda Catalunya         | 41° 02′ 31″ N, 0° 44′ 15″ E / 41.041883°N,0.737512°E | IPA-11601     | Rentador de la Font de la Séquia-el-Camí (Tivissa) · Vegeu més fotos d'aquest monument · Carregueu una nova foto d'aquest monument      |
| Hospital                                               |                 | Obra popular Medieval, XVIII-XIX, XX                           | Tivissa C. de l'Hospital, 1                      | 41° 02′ 34″ N, 0° 43′ 57″ E / 41.042819°N,0.732424°E | IPA-11602     | Hospital (Tivissa) · Vegeu més fotos d'aquest monument · Carregueu una nova foto d'aquest monument                                      |
| Casa Ventura, Ca Ignasi Brull                          | BCIL 1982       | Obra popular XVI                                               | Tivissa C. del Castell, 11                       | 41° 02′ 32″ N, 0° 43′ 57″ E / 41.042280°N,0.732520°E | IPA-11603     | Casa Ventura (Tivissa) · Vegeu més fotos d'aquest monument · Carregueu una nova foto d'aquest monument                                  |
| Ca Solé                                                |                 | Obra popular XIX                                               | Tivissa Pl. Rafael Domènech, 6                   | 41° 02′ 32″ N, 0° 43′ 59″ E / 41.042348°N,0.732982°E | IPA-11606     | Ca Solé (Tivissa) · Vegeu més fotos d'aquest monument · Carregueu una nova foto d'aquest monument                                       |
| Cal Rei                                                |                 | Eclecticisme XIX                                               | Tivissa Pl. del Mercat, 6                        | 41° 02′ 32″ N, 0° 43′ 59″ E / 41.042120°N,0.733049°E | IPA-11607     | Cal Rei (Tivissa) · Vegeu més fotos d'aquest monument · Carregueu una nova foto d'aquest monument                                       |
| La Font Vella                                          |                 | Obra popular XX                                                | Tivissa Pl. del Mestre Cabré                     | 41° 02′ 29″ N, 0° 44′ 06″ E / 41.041255°N,0.734899°E | IPA-11610     | La Font Vella (Tivissa) · Vegeu més fotos d'aquest monument · Carregueu una nova foto d'aquest monument                                 |
| Creu de terme de la Font Vella                         |                 | Gòtic XX, XV                                                   | Tivissa Pl. del Mestre Cabré                     | 41° 02′ 28″ N, 0° 44′ 06″ E / 41.041157°N,0.734956°E | IPA-11611     | Creu de terme de la Font Vella (Tivissa) · Vegeu més fotos d'aquest monument · Carregueu una nova foto d'aquest monument                |
| Creu de terme de la carretera de Móra la Nova          |                 | Renaixement XX, XVI                                            | Tivissa Ctra. de Móra                            | 41° 02′ 48″ N, 0° 44′ 00″ E / 41.046674°N,0.733284°E | IPA-11612     | Creu de terme de la carretera de Móra la Nova (Tivissa) · Vegeu més fotos d'aquest monument · Carregueu una nova foto d'aquest monument |
| Pont de l'Auliva                                       |                 | Obra popular XX                                                | Tivissa Al km 2 de la ctra. TV-3031              | 41° 03′ 18″ N, 0° 44′ 11″ E / 41.054963°N,0.736376°E | IPA-11613     | Pont de l'Auliva (Tivissa) · Vegeu més fotos d'aquest monument · Carregueu una nova foto d'aquest monument                              |
| Ermita de Sant Blai                                    | BCIL 1982       | Obra popular XIX                                               | Tivissa Coll del Ventall                         | 41° 01′ 59″ N, 0° 43′ 20″ E / 41.033137°N,0.722142°E | IPA-11614     | Ermita de Sant Blai (Tivissa) · Vegeu més fotos d'aquest monument · Carregueu una nova foto d'aquest monument                           |
| Església de Sant Miquel de Darmós                      |                 | Barroc, obra popular XIX, XVIII                                | Tivissa Darmós                                   | 41° 05′ 50″ N, 0° 42′ 15″ E / 41.097296°N,0.704031°E | IPA-11616     | Església de Sant Miquel de Darmós (Tivissa) · Vegeu més fotos d'aquest monument · Carregueu una nova foto d'aquest monument             |
| Església parroquial de Sant Domènec                    | BCIL 1982       | Obra popular XVIII                                             | Tivissa Pl. Major, la Serra d'Almos              | 41° 04′ 49″ N, 0° 44′ 38″ E / 41.080334°N,0.744026°E | IPA-11617     | Església parroquial de Sant Domènec (Tivissa) · Vegeu més fotos d'aquest monument · Carregueu una nova foto d'aquest monument           |
| Casa Fura                                              |                 | Obra popular XIX                                               | Tivissa Pl. del Mercat, 5                        | 41° 02′ 31″ N, 0° 43′ 59″ E / 41.042031°N,0.733100°E | IPA-39526     | Casa Fura (Tivissa) · Vegeu més fotos d'aquest monument · Carregueu una nova foto d'aquest monument                                     |
| Abeurador                                              |                 | Obra popular XVIII                                             | Tivissa Pujada de l'Empedrat                     | 41° 02′ 36″ N, 0° 44′ 06″ E / 41.043325°N,0.735018°E | IPA-39560     | Abeurador (Tivissa) · Vegeu més fotos d'aquest monument · Carregueu una nova foto d'aquest monument                                     |
| Abadia                                                 |                 | Obra popular Medieval                                          | Tivissa Pla de l'Abadia, 4                       | 41° 02′ 35″ N, 0° 43′ 54″ E / 41.043152°N,0.731723°E | IPA-39561     | Abadia (Tivissa) · Vegeu més fotos d'aquest monument · Carregueu una nova foto d'aquest monument                                        |
| El Portalet                                            |                 | Obra popular XVII                                              | Tivissa C. del Forn, Llaberia                    | 41° 05′ 08″ N, 0° 50′ 30″ E / 41.085566°N,0.841580°E | IPA-39562     | El Portalet (Tivissa) · Vegeu més fotos d'aquest monument · Carregueu una nova foto d'aquest monument                                   |
| Museu del Bast o Museu del Transport a Bast            |                 | Obra popular XVII                                              | Tivissa C. del Forn, 9, Llaberia                 | 41° 05′ 08″ N, 0° 50′ 30″ E / 41.085480°N,0.841535°E | IPA-39563     | Museu del Bast (Tivissa) · Vegeu més fotos d'aquest monument · Carregueu una nova foto d'aquest monument                                |
| Font de Sant Blai                                      |                 | Obra popular XIX                                               | Tivissa Camí de Sant Blai                        | 41° 01′ 59″ N, 0° 43′ 25″ E / 41.033139°N,0.723629°E | IPA-39564     | Carregueu una nova foto d'aquest monument                                                                                               |
| Casa davant l'abeurador                                |                 | Obra popular XVI                                               | Tivissa Pujada de l'Empedrat, 1                  | 41° 02′ 36″ N, 0° 44′ 06″ E / 41.043332°N,0.734880°E | IPA-39565     | Casa davant l'abeurador (Tivissa) · Vegeu més fotos d'aquest monument · Carregueu una nova foto d'aquest monument                       |
| Ca l'Alerany                                           |                 | Obra popular XVII                                              | Tivissa Al sud-est del nucli de la Serra d'Almos | 41° 04′ 21″ N, 0° 45′ 07″ E / 41.072470°N,0.751867°E | IPA-39566     | Carregueu una nova foto d'aquest monument                                                                                               |
| Església de Sant Joan                                  | BCIL 1982       | Romànic XIII-XVIII                                             | Tivissa C. de l'Església, Llaberia               | 41° 05′ 10″ N, 0° 50′ 30″ E / 41.086002°N,0.841756°E | IPA-39567     | Església de Sant Joan (Tivissa) · Vegeu més fotos d'aquest monument · Carregueu una nova foto d'aquest monument                         |
| Forn de guix de Mussefres, Forn del Barranc de Tartacó |                 | Obra popular XX                                                | Tivissa Serra d'Almos                            |                                                      | IPA-45088     | Carregueu una nova foto d'aquest monument                                                                                               |
| Forn del Mas de la Cabda                               |                 | Obra popular XX                                                | Tivissa Serra d'Almos                            |                                                      | IPA-45103     | Carregueu una nova foto d'aquest monument                                                                                               |
| Forn de guix de Sant Blai                              |                 | Obra popular XX                                                | Tivissa                                          |                                                      | IPA-45145     | Carregueu una nova foto d'aquest monument                                                                                               |
| Forn de guix de Marco                                  |                 | Obra popular XX                                                | Tivissa Darmós                                   |                                                      | IPA-45146     | Carregueu una nova foto d'aquest monument                                                                                               |
| Forn de guix del Barranc de l'Aureta                   |                 | Obra popular XX                                                | Tivissa Barranc de l'Aureta                      |                                                      | IPA-45154     | Carregueu una nova foto d'aquest monument                                                                                               |
| Forn de guix del Mas del Garrofer                      |                 | Obra popular XX                                                | Tivissa Mas del Garrofer                         |                                                      | IPA-45155     | Carregueu una nova foto d'aquest monument                                                                                               |
| Forn de calç del Barranc del Molló                     |                 | Obra popular XX                                                | Tivissa Barranc del Molló                        |                                                      | IPA-45164     | Carregueu una nova foto d'aquest monument                                                                                               |
| Forn de calç d'en Joan Palau                           |                 | Obra popular XX                                                | Tivissa Serra Llaberia                           |                                                      | IPA-45169     | Carregueu una nova foto d'aquest monument                                                                                               |
| Forn de calç del Castellet de Banyoles I               |                 | Obra popular XX                                                | Tivissa Mas del Castellet de Banyoles            |                                                      | IPA-45170     | Carregueu una nova foto d'aquest monument                                                                                               |
| Forn de calç del Castellet de Banyoles II              |                 | Obra popular XX                                                | Tivissa Mas del Castellet de Banyoles            |                                                      | IPA-45171     | Carregueu una nova foto d'aquest monument                                                                                               |
| Teuleria de la Font Vella                              |                 | Obra popular XIX-XX                                            | Tivissa Serra d'Almós                            |                                                      | IPA-45341     | Carregueu una nova foto d'aquest monument                                                                                               |
| Forn de totxo de Quatre Camins                         |                 | Obra popular XIX-XX                                            | Tivissa                                          |                                                      | IPA-45342     | Carregueu una nova foto d'aquest monument                                                                                               |
| Forn de totxo del Barranc de la Figuerassa             |                 | Obra popular XIX-XX                                            | Tivissa Darmos de Tivissa                        |                                                      | IPA-45344     | Carregueu una nova foto d'aquest monument                                                                                               |
| Forn de les Valls                                      |                 | Obra popular XX                                                | Tivissa Darmos de Tivissa                        |                                                      | IPA-45345     | Carregueu una nova foto d'aquest monument                                                                                               |
| Molí del Rei                                           |                 | Obra popular XIX-XX                                            | Tivissa                                          |                                                      | IPA-45349     | Carregueu una nova foto d'aquest monument                                                                                               |
| Molí dels Horts                                        |                 | Obra popular XIX-XX                                            | Tivissa                                          |                                                      | IPA-45350     | Carregueu una nova foto d'aquest monument                                                                                               |
| Molí de Pere Borràs                                    |                 | Obra popular                                                   | Tivissa                                          |                                                      | IPA-45352     | Carregueu una nova foto d'aquest monument                                                                                               |
| Molí de Pere Borràs II                                 |                 | Obra popular                                                   | Tivissa                                          |                                                      | IPA-45353     | Carregueu una nova foto d'aquest monument                                                                                               |